# Campeonato Paulista de Futebol de 1956 - Segunda Divisão
O Campeonato Paulista de Futebol de 1956 - Segunda Divisão foi a décima edição do torneio realizado pela Federação Paulista de Futebol, e equivale ao segundo nível do futebol do estado de São Paulo. O campeão foi o Botafogo, que garantiu seu 1º título nessa divisão derrotando na final a equipe do Paulista numa melhor de 3 partidas. Com o título o Botafogo também conquistou o acesso à Primeira Divisão de 1957.

## Forma de disputa
Na primeira fase as 32 equipes foram divididas em 4 grupos do 8 times cada, denominados Série Industrial, Série Algodoeira, Série Pecuária e Série Cafeeira, disputados na forma de pontos corridos e 2 turnos. Classificaram-se para o "Torneio dos Finalistas" os 2 primeiros colocados de cada grupo, totalizando 8 times, que foram divididos em 2 grupos. Na segunda fase, também disputado por pontos em turno e returno, os vencedores dos grupos A e B disputaram a final em melhor de 3 pontos.

## Classificação da segunda fase[1]
| 1 | Botafogo (Ribeirão Preto) | 09 |
| 2 | São Bento (Sorocaba)      | 08 |
| 3 | Catanduva (Catanduva)     | 04 |
| 4 | Francana (Franca)         | 03 |

| 1 | Paulista (Jundiaí)              | 07 |
| 2 | América (São José do Rio Preto) | 07 |
| 3 | Comercial (Ribeirão Preto)      | 05 |
| 4 | Inter de Bebedouro (Bebedouro)  | 05 |

O Paulista derrotou a equipe do América num torneio de desempate.

## Final
| 27 de janeiro de 1957 | Botafogo     | 1 – 0 | Paulista | Estádio Luís Pereira, Ribeirão Preto         |
|                       | Paulinho 32' |       |          | Renda: Cr$ 351.000,00 Árbitro: Valter Galera |

| 3 de fevereiro de 1957 | Paulista                       | 3 – 1 | Botafogo  | Rua Javari, São Paulo                                       |
|                        | Belmiro 24' Basão 67' Benê 79' |       | Amorim 7' | Renda: Cr$ 427.300,00 Árbitro: Ariovaldo Pereira dos Santos |

| 10 de fevereiro de 1957 | Botafogo  | 1 – 0 | Paulista | Estádio Palestra Itália, São Paulo                          |
|                         | Dicão 30' |       |          | Renda: Cr$ 565.401,00 Árbitro: Ariovaldo Pereira dos Santos |

Botafogo: Machado; Fonseca e Benedito Julião; Mário, Dicão e Gil; Noca, Moreno, Ponce, Neco e Guina. Técnico: José Guillermo Agnelli

Paulista: Nicanor; Peter e Nego; Alvair, Barizon e Pando; Dorival, Bazão, Osvaldinho, Benê e Paulistinha. Técnico: Artur Zomignani

## Premiação
| Campeonato Paulista de 1956 - Segunda Divisão |
| --------------------------------------------- |
| Botafogo Campeão (1º título)                  |